# 305 Gordonia

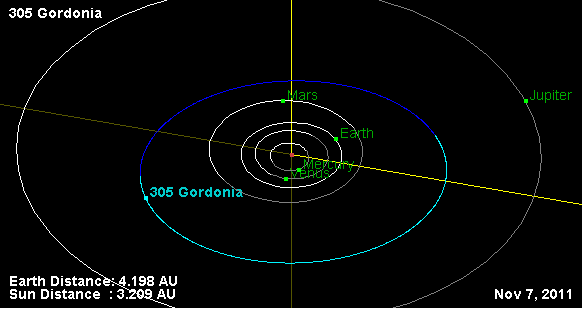
305 Gordonia

305 Gordonia eller 1938 SC1 är en asteroid i huvudbältet, som upptäcktes den 16 februari 1891 av den franske astronomen Auguste Charlois. Den har fått sitt namn efter den amerikanske tidningsägaren James Gordon Bennett.
Asteroiden har en diameter på ungefär 47 kilometer.